# 明光县
明光县（1933年8月—1934年10月）是中华苏维埃共和国福建省的一个县。
1933年11月，连城县改名为明光县，治所在原连城县城（今福建省龙岩市连城县莲峰镇）。为纪念福建省军区政治部主任兼中共连城县委书记李明光而命名。1934年10月红军长征后，国民政府复名连城县。。